# آریزا ماکوکولا
آریزا ماکوکولا (انگلیسی: Ariza Makukula؛ زادهٔ ۴ مارس ۱۹۸۱) بازیکن فوتبال اهل پرتغال است.
از باشگاه‌هایی که در آن بازی کرده‌است می‌توان به باشگاه فوتبال قیصریه‌اسپور، باشگاه فوتبال ویتوریا ستوبال، باشگاه فوتبال مانیسااسپور، باشگاه فوتبال رئال وایادولید، باشگاه فوتبال بولتون واندررز، باشگاه فوتبال ویتوریا گیماریش، باشگاه خیمناستیک تاراگونا، باشگاه فوتبال نانت، باشگاه فوتبال بنفیکا، باشگاه فوتبال لگانس، باشگاه فوتبال پلیس ترو، باشگاه فوتبال سویا، و باشگاه ورزشی ماریتیمو اشاره کرد.
وی همچنین در تیم‌های ملی فوتبال زیر ۲۱ سال پرتغال و پرتغال بازی کرده‌است.